# Františka Tůmová-Svobodová
Františka Tůmová-Svobodová (14. srpna 1886 Plzeň – ?) byla česká novinářka, spisovatelka a překladatelka.

## Životopis
Rodiče Františky Tůmové-Svobodové byli Václav Svoboda, stavitel v Plzni, a Lidmila Svobodová-Plechatá (svatba 7. 9. 1885 v Rokycanech). Jejím manželem byl důstojník Československých legií Emil Tůma, redaktor a spisovatel (19. 3. 1877 Stodůlky – 1. 5. 1941 Řevnice).
Svou dráhu začala románem Pod Čerchovem. Pokračovala jako novinářka v Plzni, kde psala do Plzeňských listů a do Plzeňské Besedy. Po příchodu do Prahy se stala referentkou módní přílohy deníku Národní listy a poté v roce 1921 vedoucí filmového referátu ve Večerním vydání Národních listů. Byla překladatelkou hlavně běžných zpráv z francouzštiny, němčiny a slovanských jazyků. Psala též novely a povídky, působila ve Filmové lize a vlastnila jednu půjčovnu filmu. V roce 1933 odešla do penze. Bydlela v Praze XIV Nusle, na adrese Jaromírova 3.

## Dílo

### Próza
- Pod Čerchovem: román, 1909

### Překlady
- Červená raketa – Jerzy Bandrowski, z polštiny